# Gergely Rudolf
Pour les articles homonymes, voir Rudolf.
Gergely Rudolf est un footballeur hongrois né le 9 mars 1985 à Nyíregyháza (Hongrie). Il évolue au poste d'attaquant.

## Biographie
Il est formé au club de l'AS Nancy-Lorraine. Lors de l'été 2007, il s'engage avec le Debreceni Vasutas Sport Club, club champion de Hongrie. Le 1er février 2010 est officialisé son transfert au Genoa CFC pour le mois de juin 2010.
À la suite de deux prêts à l'AS Bari et au Panathinaïkos, il résilie son contrat fin août 2012.

## Carrière
| Saison      | Club              | Championnat         |
| ----------- | ----------------- | ------------------- |
| 2005 - 2006 | AS Nancy-Lorraine | 5 matchs en Ligue 1 |
| 2006 - 2007 | AS Nancy-Lorraine | 0 match en Ligue 1  |
| 2007 - 2008 | Debrecen VSC      | 13 matchs / 2 buts  |
| 2008 - 2009 | Debrecen VSC      | 26 matchs / 16 buts |
| 2009 - 2010 | Debrecen VSC      | 13 matchs / 7 buts  |
| 2010 - 2011 | Genoa CFC         |                     |
| 2010 - 2011 | AS Bari (prêt)    |                     |

## Palmarès

### Avec Nancy
- Vainqueur de la Coupe de la Ligue en 2006 (ne joue pas la finale)

### Avec Debrecen
- Champion de Hongrie en 2009 et 2010
- Vice-champion de Hongrie en 2008
- Vainqueur de la Coupe de Hongrie en 2008 et 2010
- Vainqueur de la Coupe de la Ligue hongroise en 2010
- Finaliste de la Coupe de la Ligue hongroise en 2008
- Vainqueur de la Supercoupe de Hongrie en 2009
- Finaliste de la Supercoupe de Hongrie en 2008

## Distinctions personnelles
- Prix József Bozsik récompensant le meilleur joueur du Championnat de Hongrie de football  en 2009[4].